# Alejandro Alagón Cano
Alejandro Alagón Cano (Ciudad de México, 1954) es un médico, investigador, catedrático y académico mexicano. Se ha especializado en las áreas de biotecnología de los anticuerpos y toxinología (véase toxina), en la investigación para el mejoramiento de antivenenos y el desarrollo de nuevos antivenenos. Recibió el Premio Nacional de Ciencias y Artes en el 2005.

## Estudios y docencia
Cursó la licenciatura en la Facultad de Medicina de la Universidad Nacional Autónoma de México (UNAM), posteriormente realizó una maestría y un doctorado en investigación biomédica, en la misma institución. Hizo estudios posdoctorales en la Universidad Rockefeller, en Nueva York.[cita requerida]
A su regreso a México, se integró al cuerpo de docentes e investigadores del Instituto de Biotecnología de su alma mater. Ha sido coordinador de los programas de maestría y doctorado en ciencias bioquímicas y secretario académico en el Centro de Investigaciones sobre Ingeniería Genética y Biotecnología. Fue uno de los promotores de la creación del Centro de Investigación sobre Fijación del Nitrógeno, que luego se convirtió en el Centro de Ciencias Genómicas.

## Investigación y docencia
En el campo de la biotecnología de anticuerpos, ha realizado investigaciones para mejorar y desarrollar nuevos antivenenos, así como para establecer las técnicas de producción de los mismos. En el campo de la toxinología, ha realizado estudios sobre los venenos de serpientes de coral (alfa y beta neurotoxinas), de arañas del género Loxosceles (esfingomielinasas D) y de tarántulas de la familia Theraphosidae. Ha colaborado con Lourival Possani en la investigación acerca de anticoagulantes extraídos de la saliva de la chinche besucona o Triatoma. Formó parte de uno de los equipos de investigación cuyos trabajos condujeron al desarrollo de un agente fibrinolítico llamado desmoteplase, extraído de la saliva del vampiro, que ayuda a reducir los daños neuronales en accidentes cerebrovasculares.
En 1994, colaboró con el Instituto Bioclon para la producción de faboterápicos antialacrán (Alacramyn) que se utilizaron en la industria farmacéutica mexicana y en el Instituto Mexicano del Seguro Social (IMSS). Con la implementación de este antiveneno, ha sido posible evitar un considerable número de muertes al año en México. Este antiveneno fue aprobado por la Administración de Alimentos y Medicamentos (FDA) de los Estados Unidos en el 2011, y se comercializa con el nombre Anascorp.
Es investigador nivel III del Sistema Nacional de Investigadores y miembro del Consejo Consultivo de Ciencias de la Presidencia de la República. Del 2004 al 2006, fue presidente de la Sección Panamericana de la International Society on Toxinology. Es miembro de la Sociedad Mexicana de Bioquímica, de la Sociedad Mexicana de Biotecnología y Bioingeniería y de la Academia Mexicana de Ciencias.

## Premios y distinciones
- Premio Universidad Nacional en el área de Innovación y Tecnología por la Universidad Nacional Autónoma de México en 2004.
- Premio Nacional de Ciencias y Artes en el área de Tecnología y Diseño otorgado por la Secretaría de Educación Pública en 2005.[4]